# Кабардинский драматический театр
Кабардинский госуда́рственный драмати́ческий теа́тр имени Али Шогенцукова — кабардинский драматический театр, существующий с 1937 года. Расположен по адресу: Кабардино-Балкария, город Нальчик, пр-т. А. Шогенцукова, 2.

## История
- 1935 — создана кабардинская студия в ГИТИСе.
- 1937 — создан Кабардинский колхозно-совхозный театр[2].
- 1 мая 1937 — 1-я премьера спектакля «Платон Кречет» (реж. А. Корнейчук).
- 1940 — возвратилась первая кабардинская студия из ГИТИСа (рук. студии А. Ефремов (1900—1968))[3]. Колхозно-совхозный театр был расформирован, и совместно с выпускниками ГИТИСа создан Кабардинский театр. Одними из первых спектаклями были: «Как закалялась сталь», «Аул Батыр» Шортанова (1938) и ряд других.
- 1 января 1941— труппы кабардинского, балкарского и русского театров были объединены в части административно-хозяйственного руководства.
- 1948 — объединен с русской труппой.
- 1958 — объединен с балкарской труппой. Создан Кабардино-Балкарский драмтеатр[4]. Позже русская труппа была выделена в отдельный театр.
- 31 января 1990 — Кабардино-Балкарский драмтеатр разделен на два: «Кабардинский государственный театр имени Али Шогенцукова» и «Балкарский государственный драматический театр имени Кайсына Кулиева».

## Главные режиссёры
- 1952—1985 — Эркенов, Леонид Хаджимуразович, режиссёр, главный режиссёр, народный артист РСФСР

## Труппа
- 1948—нач. 2000-х — Товкуев, Хусейн Хазешевич